# Janderson Pereira
Janderson Pereira, vollständiger Name Janderson Kione Pereira Rodrigues, (* 18. Februar 1989 in Quaraí) ist ein brasilianischer Fußballspieler.

## Karriere
Der 1,75 Meter große Mittelfeldakteur Janderson Pereira stand in den Spielzeiten 2010/11 bis 2013/14 in Reihen des uruguayischen Erstligisten River Plate Montevideo. Dort absolvierte er insgesamt 72 Partien (zehn Tore) in der Primera División (2010/11: 15 Spiele/3 Tore; 2011/12: 27/3; 2012/13: 18/4; 2013/14: 12/0) und lief zweimal (kein Tor) in der Copa Sudamericana 2013 auf. Nach der Clausura 2014 verließ er die Montevideaner und schloss sich dem ecuadorianischen Klub Deportivo Azogues an. Dort erzielte er zwei Ligatreffer in der Primera B. Seit Jahresanfang 2015 spielt er für den Delfin SC und schoss fünf Ligatore. Seit Jahresbeginn 2016 setzt er seine Karriere in Guatemala bei CSD Municipal fort. Bislang (Stand: 2. Oktober 2016) absolvierte er für den Klub 26 Ligaspiele und traf viermal ins gegnerische Tor.